# Ернст-Йоганн фон Таубе
Е́рнст-Йога́нн фон Та́убе (нім. Ernst Johann von Taube; 3 вересня 1740 — 4 травня 1794) —  курляндський державний діяч, старший радник, правник. Ландгофмейстер Курляндії (1788—1794). Представник шляхетного німецького роду Таубе. Народився у Курляндії. Син Крістофа-Александра фон Таубе і Єлизавети-Агнеси фон Нольде. Навчався у Кенігсберзькому (1759) і Галльському університетах (1760). Служив у польському війську, з якого звільнився у чині капітана. Працював у курляндському уряді земельним радником (1773—1776) і скарбником (1773—1777) Пільтенського повіту. Згодом увійшов до числа старших радників герцога Петера фон Бірона: був канцлером (1776—1788) і ландгофмейстером. В ході російської анексії Курляндії виступав на боці герцога, який намагався відстояти курляндську автономію (1794). Помер у Мітаві, Курляндія.

## Імена
- Е́рнст-Йога́нн фон Та́убе (нім. Ernst Johann von Taube — повне німецьке ім'я[1].
- Йога́нн фон Та́убе (нім. Johann von Taube) — коротке німецьке ім'я[1].

## Біографія
Ернст-Йоганн фон Таубе народився 3 серпня 1740 року в Курляндії, в родині Крістофа-Александра фон Таубе і Єлизавети-Агнеси фон Нольде. 
1759 року Таубе навчався у Кенігсберзькому університеті, а 1760 року — у Галльському. Від 1770 року він став володарем маєтків Герберген і Лайден у Курляндії.
Певний час Таубе служив у польському війську, звідки звільнився у чині капітана. Після цього він поступив на державну службу на батьківщині, де займався питаннями Пільтенського повіту. Зокрема, Таубе працював земельним радником (1773—1776) і скарбником (1773—1777) Пільтенщини.
1776 року Таубе увійшов до числа старших радників герцога Петера фон Бірона й був призначений канцлером Курляндії. 1788 року він очолив курляндський уряд, зайнявши пост ландгофмейстера.
В ході російської анексії Курляндії 1794—1795 років Таубе виступав прибічником герцога Петера, який безнадійно намагався відстояти автономність герцогства. Опонентом герцога і ландгофмейстра був лідер проросійської партії Отто-Герман фон дер Говен.
Ернст-Йоганн фон Таубе помер 4 квітня 1794 року в Мітаві.

## Сім'я
- Батько: Крістоф-Александр фон Таубе (?—1778)[1]
- Матір: Єлизавета-Агнеса фон Нольде (?—?)[1]
- Дружина (з 1771): Луїза-Ернестіна-Шарлотта фон Пфляйцер (1750—1800)[1]
- Діти:
  - Ернестіна-Юлія (1782—1851) ∞ Дітріх-Георг фон Кляйст (1788—1850)
  - Єлизавета-Бенігна-Луїза (?—1856) ∞ Крістоф-Карл-Магнус фон Фіркс (1722—1855)